# Eddi Reader

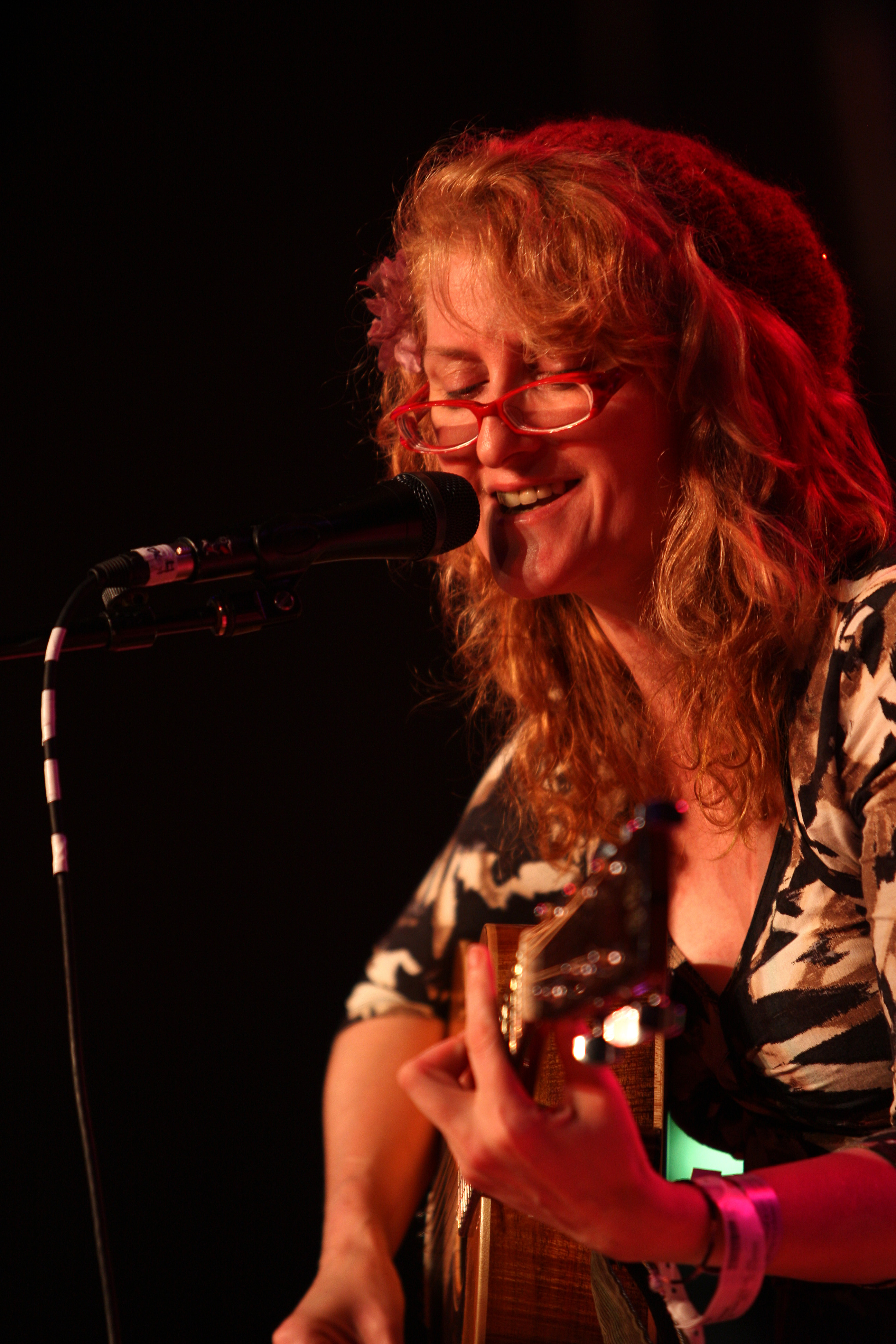
Eddi Reader

Sadenia 'Eddi' Reader, nació el 29 de agosto de 1959 en Glasgow, Escocia. Es una cantante de folk, pop y rock.

## Biografía

### Primeros años
Nacida en Glasgow, es la mayor de siete hermanos (su hermano Francis, es vocalista de la banda Trashcan Sinatras). De condición muy humilde, la familia se trasladó a  Irvine, en North Ayrshire. Sin embargo, Eddi regresó a Glasgow (donde vivió con su abuela) con la intención de terminar sus estudios escolares. Empezó a tocar la guitarra a la edad de diez años. Comenzó su carrera musical con pequeños trabajos, incluso cantando en la calle, y hasta hizo una gira europea acompañando a un circo. De vuelta a Escocia, se unió a la banda de punk Gang of Four como segunda voz e hizo una gira por Estados Unidos. También trabajó como vocalista de sesión en Londres, acompañando a artistas como Eurythmics y Alison Moyet.

### ConFairground Attraction
Fairground Attraction fue un grupo escocés de música acústica, folk y pop activo desde 1987 a 1990. Fue especialmente conocido por su exitoso sencillo Perfect, y por servir de plataforma de lanzamiento de su líder y vocalista Eddi Reader. Este grupo debutó en 1988 con el álbum First of a million kisses. El disco incluía la canción Perfect, que llegó a ser número uno de ventas en Reino Unido en mayo de ese año. También llegó a lo más alto de la lista Los 40 Principales el 8 de octubre de 1988. Reader había trabajado anteriormente con Annie Lennox y Gang of Four. Eddi Reader se estrenó en solitario en 1992 con el título de Mirmama, al que seguirían Candyfloss and Medicine (1996), Angels & Electricity (1999) y Simple soul (2001).
En 2024 Fairground Attraction volvió a reunirse. Editaron un LP y CD con doce canciones, cantadas por Eddi Reader, una de las cuales abre y da título al album, Beautiful Happening. Durante este mismo año realizaron una gira de varios conciertos por Japón y el Reino Unido.

### Carrera en solitario
Tras la separación del cuarteto Fairground Attraction en 1990, Eddi Reader inició su carrera profesional en solitario con la edición de varios álbumes. también ha participado en importantes festivales de música alrededor del mundo. Eddi Reader ha estado acompañada musicalmente, entre otros, por Boo Hewerdine, (habitual cocompositor) y Colin Reid, uno de los más destacados guitarristas acústicos británicos.

## Premios y reconocimientos
- 2006 MBE por su contribución a las artes.
- 2007 Doctorado honoris causa de University of Strathclyde.
- 2007 Doctorado honoris causa de Glasgow Caledonian University.
- 2008 Doctorado honoris causa de University of Stirling.

## Discografía
- Mirmama (1992)
- Eddi Reader (1994)
- Candyfloss and Medicine (1996)
- Angels & Electricity (1998)
- Simple Soul (2001)
- Driftwood (2002)
- Sings the Songs of Robert Burns (2003)[3]
- Peacetime (2007)
- Burns Deluxe (2009)
- Love is the Way (2009)
- Vagabond (2014)
- Cavalier (2018)
- Light is in the Horizon (2022)

### Álbumes en directo
- Eddi Reader Live (2001)
- Eddi Reader Live: Edinburgh (2003)
- Eddi Reader Live: Newcastle (2003)
- Eddi Reader Live: Leeds (2003
- Eddi Reader Live: London (2003)
- St Clare's Night Out: Live at The Basement (2006)
- Port Fairy Folk Festival (2008)

### Con Fairground Attraction
- First of a Million Kisses (1988)
- Ay Fond Kiss (1990)
- Kawasaki - Live In Japan 02.07.89 (2003)
- The Very Best of Fairground Attraction (2004)
- Beautiful Happening (2024)[4]